# 1038 Tuckia
1038 Tuckia è un asteroide della fascia principale del diametro medio di circa 58,3 km. Scoperto nel 1924, presenta un'orbita caratterizzata da un semiasse maggiore pari a 3,9657963 UA e da un'eccentricità di 0,2266019, inclinata di 9,22828° rispetto all'eclittica.
Il suo nome è in onore di Edward Tuck e della moglie. Edward era il figlio del fondatore del Partito Repubblicano statunitense.